# Triton (maan)
Triton is de eerst ontdekte en de grootste maan van Neptunus.
Triton is ontdekt door William Lassell in 1846 en vernoemd naar Triton, de zoon van Poseidon en Amphitrite.

## Baan en rotatie
Triton heeft, als enige grote maan in het zonnestelsel, een retrograde baan. Dat wil zeggen dat de maan tegen de draaiing van Neptunus in draait. Daarnaast heeft de baan van Triton een opmerkelijk grote hoek (23°) ten opzichte van de evenaar van Neptunus. Hieruit concludeert men dat Triton niet is ontstaan rond Neptunus, maar later is ingevangen door deze planeet. Het lijkt dan ook goed mogelijk dat Triton vroeger deel uitmaakte van de Kuipergordel. Triton draait achterwaarts en berekeningen aan de baanbeweging tonen aan dat Triton binnen 100 miljoen jaar zal neerstorten op Neptunus of voor het neerstorten door de enorme getijdenkrachten uit elkaar spatten, waardoor er een nieuw ringensysteem zal worden gevormd rond Neptunus, vergelijkbaar met het ringstelsel van Saturnus.
Na de invang van Triton door Neptunus zou de baan geleidelijk aan zijn geëvolueerd van een sterk excentrische baan naar de huidige bijna cirkelvormige baan. Tijdens dit proces zouden de getijdenkrachten een belangrijke rol gespeeld hebben bij de differentiatie en de landschapsvorming.
Door de hoek tussen de rotatieas van Triton ten opzichte van het baanvlak van Neptunus wordt, gedurende de omloop van Neptunus (en daarmee van Triton), telkens een andere pool beschenen. Triton kent dus extreme seizoenen. Op het moment dat Voyager 2 de maan passeerde in 1989 werd de zuidpool van Triton beschenen en was het lente op het zuidelijke halfrond. Bijna het gehele zuidelijke halfrond was bedekt door een dunne ijskap. Er zijn aanwijzingen dat de ijskap met de seizoenen verschuift.

## Atmosfeer
De atmosferische druk op Triton is slechts 14 microbar. Stikstof is het voornaamste bestanddeel van de atmosfeer die verder ook nog methaan bevat. Het is mogelijk dat de atmosfeer eigenlijk het gesublimeerde ijsmateriaal is van de zuidelijke poolkap die nu aan het verdwijnen is. Dit materiaal zou dan later terug worden afgezet in een ijskap op het noordelijke halfrond.
Niettegenstaande de ijlheid van de atmosfeer vertoont deze ook wolken op enkele kilometers boven de ijskap. Waarschijnlijk bestaan deze uit gecondenseerde stikstofijsdeeltjes.
Met een temperatuur van -235 graden Celsius is Triton een van de koudste hemellichamen in het zonnestelsel.

## Opbouw
Door de periode van sterke getijdenwerking bij het verkrijgen van zijn baan heeft Triton een differentiatie ondergaan. Hierbij ontstond een kern bestaande uit gesteenten en een korst en mantel bestaande hoofdzakelijk uit waterijs. Men neemt aan dat er zelfs een periode is geweest waar er zich, onder de ijskorst, een vloeibare oceaan bevond (zoals men aanneemt dat thans nog het geval is bij de Jupitermaan Europa en de Saturnusmaan Enceladus).

## Oppervlak

### IJskap
De ijskap van Triton bestaat uit bevroren stikstof en methaan. Eigenlijk is het woord 'ijskap' misschien ongepast daar het waarschijnlijk eerder om een dunne ijslaag gaat. Op vele plaatsen ziet men immers het onderliggende reliëf doorkomen.

### Inslagkraters
Het oppervlak telt slechts weinig inslagkraters. Dit wijst op een geologisch actieve wereld.

### Tektoniek
Op Triton treft men ook verschillende lineaire ruggen en smallere kloven aan. Deze worden geïnterpreteerd als slenken die ontstonden ten gevolge van expansietektoniek toen het oppervlak van Triton steeds dieper stolde. Omdat dit oppervlak voor een belangrijk deel uit water bestaat, zet dit uit wanneer het bevriest, waardoor er spanningen ontstonden op de bovenliggende korst.

### Vulkanisme
Men heeft vele sporen van cryovulkanisme gevonden. Tritons vulkanisme uit zich in de vorming van uitgestrekte ijsvlakten waarop verschillende individuele vloeistructuren te zien zijn. Hierbij komt geen gewone lava, maar ijsmagma dat bestaat uit een mengsel van water en ammoniak. Voor een ijsmagma van gewoon waterijs is het op Triton te koud.
De energie nodig om dit ijsmagma 'warm' te maken komt vermoedelijk van de getijdenkrachten die Triton ondervond toen de maan door Neptunus werd gedwongen om haar huidige baan aan te nemen. Als dit inderdaad de oorsprong is van het vulkanisme op Triton, dan is dit nu waarschijnlijk gestopt.

### Geisers

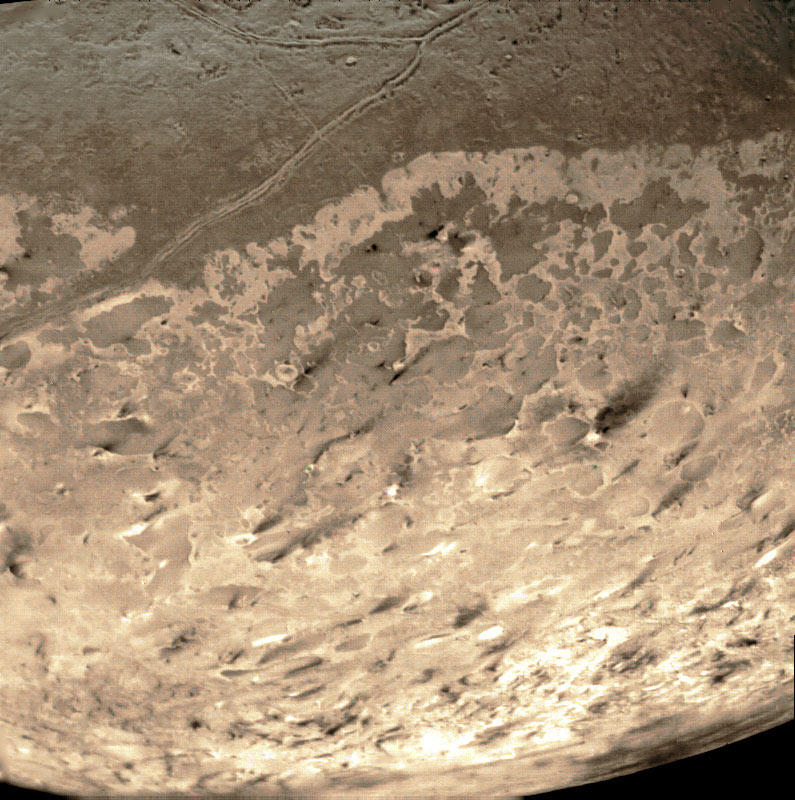
Geiser

Het meest opmerkelijke zijn de uitbarstingen van actieve geiserachtige structuren. Op de opnamen van Voyager 2 heeft men twee van deze uitbarstingen waargenomen die donker materiaal tot 8 kilometer hoog stuurden. Daarna worden ze door de wind afgevoerd in westelijke richting.
Over de verklaring van deze 'geisers' is men het nog niet eens.
- De meest voor de hand liggende verklaring is dat het inderdaad geisers zijn die van binnenuit worden opgewarmd en dan periodiek materiaal uitspuiten.
- Een alternatieve verklaring ligt in een soort broeikaseffect. De zon warmt donker materiaal dat onder het ijs ligt op, waardoor dit het stikstofijs doet sublimeren. Onder het ijs bouwt zich dan een voorraad gas op dat steeds meer druk uitoefent op het bovenliggende ijs. Uiteindelijk wordt de druk te groot en spuit het gas (en een deel van het donkere materiaal) met kracht naar boven.

Triton · Naiad · Thalassa  · Despina · Nereïde · Galatea · Larissa · Proteus · Halimede · Sao · Hippocampus · Laomedeia · Psamathe · Neso